# Зейн Ведделл
Зейн Ведделл (англ. Zane Waddell, 18 березня 1998) — південноафриканський плавець.
Чемпіон світу з водних видів спорту 2019 року.
Переможець літньої Універсіади 2019 року.